# Neutrínódetektorok listája
Ez a lista a különféle eredetű neutrínókra érzékeny detektorok legfontosabb adatait tartalmazza. A különböző neutrínóforrások energiája eltérő skálán mozog, amihez alkalmazkodnia kell a detektálási módszereknek.

## Kísérletek kis energiájú napneutrínók detektálására

### Általános adatok
| Általános adatok   | Általános adatok                                   | Általános adatok                                        | Általános adatok | Általános adatok | Általános adatok  |
| Rövidítés          | A kísérlet neve                                    | A kísérlet helyszíne                                    | Hivatalos honlap | Együttműködés    | A kísérlet ideje  |
| ------------------ | -------------------------------------------------- | ------------------------------------------------------- | --- | ---------------- | ----------------- |
| BOREXINO           | BORon EXperiment                                   | Gran Sasso, Olaszország                                 | | LNGS, INFN       |                   |
| CLEAN              | Cryogenic Low-Energy Astrophysics with Neon        |                                                         | (, PDF) | LANL             | jövőbeli kísérlet |
| GALLEX             | GALLium EXperiment                                 | Gran Sasso, Olaszország                                 | | LNGS, INFN       | 1991 – 1997       |
| GNO                | Gallium Neutrino Observatory                       | Olaszország                                             | Archiválva 2006. október 2-i dátummal a Wayback Machine-ben                                                               | LNGS, INFN       | 1998 -            |
| HERON              | Helium Roton Observation of Neutrinos              |                                                         | | LBNL             |                   |
| HOMESTAKE–CHLORINE | Homestake chlorine experiment                      | Homestake-bánya, Dél-Dakota, USA                        | | BNL              | 1967 – 1998       |
| HOMESTAKE–IODINE   | Homestake iodine experiment                        | Homestake-bánya, Dél-Dakota, USA                        | | BNL              | 1996 -            |
| ICARUS             | Imaging Cosmic And Rare Underground Signal         | Gran Sasso, Olaszország                                 | | CERN to CNGS     |                   |
| IceCube            | IceCube Neutrino Detector                          | Déli-sark                                               | |                  | jövőbeli kísérlet |
| Kamiokande         | Kamioka Nucleon Decay Experiment                   | 36°25.6′N 137°18.7′E , Japán                            | |                  | 1986–1995         |
| LENA               | Low Energy Neutrino Astronomy                      |                                                         | | ???              | jövőbeli kísérlet |
| LENS               | Low Energy Neutrino Spectroscopy                   |                                                         | [ halott link ] | LANL             |                   |
| -                  | MEMPHYS                                            | ???                                                     | ??? | ???              | jövőbeli kísérlet |
| MOON               | Molybdenum Observatory Of Neutrinos                | Washington, USA                                         | |                  |                   |
| SAGE               | Soviet–American Gallium Experiment                 | Bakszan-völgyszoros, Oroszország, Kabard- és Balkárföld | | LANL             | 1990 – 2006       |
| SNO                | Sudbury Neutrínó Obszervatórium                    | Sudbury-bánya, Észak–Ontario, Kanada                    | | SNOLAB, LBNL     | 1999 – 2006       |
| SK                 | Super-Kamiokande                                   | 36°25'32.6"N 137°18'37.1"E, Japán                       | Archiválva 2020. május 22-i dátummal a Wayback Machine-ben Archiválva 2009. szeptember 5-i dátummal a Wayback Machine-ben |                  | 1996 – 2001       |
| UNO                | Underground Nucleon decay and neutrino Observatory | Kamioka-sziget, JapánHenderson-bánya, Colorado          | | NUSL             | jövőbeli kísérlet |

### Technikai adatok
| Technikai adatok   | Technikai adatok | Technikai adatok | Technikai adatok | Technikai adatok                         | Technikai adatok        | Technikai adatok        |
| Rövidítés          | Érzékenység*     | Detektálási reakciók | Reakció típusa   | Detektoranyag                            | Detektor típusa         | kísérleti Eküszöb       |
| ------------------ | ---------------- | --- | ---------------- | ---------------------------------------- | ----------------------- | ----------------------- |
| BOREXINO           | lS, SN           | vx + e− → vx + e− | ES               | H2O + PC+PPO PC=C6H3(CH3)3 PPO=C15H11NO] | folyadék-szcintillációs | 250–665 keV             |
| CLEAN              | lS, SN, WIMP     | vx + e− → vx + e− ve + 20Ne → ve + 20Ne                                                                                   | ES               | 10 t folyékony Ne                        | szcintillációs          | ???                     |
| GALLEX             | S, SN            | ve+71Ga → 71Ge+e− | CC               | GaCl3 (30 t Ga)                          | radiokémiai             | 233,2 keV               |
| GNO                | lS, SN           | ve+71Ga → 71Ge+e− | CC               | GaCl3 (30 t Ga)                          | radiokémiai             | 233,2 keV               |
| HERON              | lS               | ve + e− → ve + e− | NC               | szuperfolyékony He                       | szcintillációs          | 1000 keV (?)            |
| HOMESTAKE–CHLORINE | S, SN            | 37Cl+ve → 37Ar*+e− 37Ar* → 37Cl + e+ + ve                                                                                 | CC               | C2Cl4 (615 t)                            | radiokémiai             | 814 keV                 |
| HOMESTAKE–IODINE   | S, SN            | ve + e− → ve + e− ve + 127I → 127Xe + e−                                                                                  | ESCC             | nátrium-jodid                            | radiokémiai             | 789 keV                 |
| ICARUS             | ATM, GSN, S, SN  | ve + e− → ve + e− | ES               | folyékony Ar                             | Cserenkov               | 5900 keV                |
| Ice Cube           | ATM, CR, S       | ve + e− → ve + e− | ES               | 1 km3 H2O (jég)                          | jég-Cserenkov           | ~ 10 MeV                |
| Kamiokande         | ATM, S           | ve + e− → ve + e− | ES               | H2O                                      | Cserenkov               | 7500 keV                |
| LENA               | S                | anti-ve + p+ → no + e+ anti-ve + 12C→ 12B+e+ ve + 12C → 12N + e- vx + 12C → vx + 12C* vx + e- → vx + e- vx + p+ → vx + p+ | β+β+CCES         |                                          | szcintillációs          | ???                     |
| LENS               | lS               | ve+176Yb → 176Lu+e− | CC               | In(acc)3                                 | szcintillációs          | 120 keV                 |
| MEMPHYS            | S                | ??? | ???              | ???                                      | Cserenkov               | ???                     |
| MOON               | lS, lSN          | ve+100Mo → 100Tc+e− | CC               | 100Mo (1 t) + MoF6 (gáz)                 | szcintillációs          | 168 keV                 |
| SAGE               | lS, SN           | ve+71Ga → 71Ge+e− | CC               | GaCl3                                    | radiokémiai             | 233,2 keV               |
| SNO                | ATM, GSN, S, SN  | ve + 21D →p++p++e− vx + 21D →vx+no+p+ ve + e− → ve + e−                                                                   | CCNCES           | 1000 t D2O                               | nehézvíz-Cserenkov      | 1,4 MeV 2,2 MeV ~ 0 MeV |
| Super Kamiokande   | ATM, GSN, S, SN  | ve + e− → ve + e− ve + no → e− + p+ ve + p+ → e+ + no                                                                     | ES CC            | H2O                                      | víz-Cserenkov           | SK–I SK–II SK–III       |
| UNO                | ATM, GSN, RSN, S | ve + e− → ve + e− | ES               | 440 kt H2O                               | víz-Cserenkov           | ???                     |

## Kísérletek nagy energiájú atmoszferikus neutrínók detektálására

### Általános adatok
| Általános adatok | Általános adatok                                                  | Általános adatok                                                  | Általános adatok                                             | Általános adatok                          | Általános adatok |
| Rövidítés        | A kísérlet neve                                                   | A kísérlet helyszíne                                              | Hivatalos honlap                                             | Együttműködés                             | A kísérlet ideje |
| ---------------- | ----------------------------------------------------------------- | ----------------------------------------------------------------- | ------------------------------------------------------------ | ----------------------------------------- | ---------------- |
| AMANDA           | Antarctic Muon and Neutrino Detector Array                        | Déli-sark, Antarktika                                             |                                                              |                                           |                  |
| -                | Deep Underwater Stationary Neutrino Telescope at Lake Baikal      | Oroszország, Bajkál-tó                                            |                                                              | Baikal Group                              |                  |
| -                | BAKSAN                                                            | Bakszan-völgyszoros, Kaukázus, Oroszország, Kabard- és Balkárföld |                                                              |                                           | 1978 -           |
| DUMAND           | Deep Undersea Muon and Neutrino Detector                          | Hawaii                                                            | [ halott link ]                                              |                                           |                  |
| -                | Fréjus                                                            | Frejus alagút, Alpok, Franciaország                               | [ halott link ]                                              |                                           | 1984 – 1988      |
| IMB              | Irvine-Michigan-Brookhaven Experiment                             | Cleveland, Ohio                                                   | [ halott link ]                                              | IMB group at the University of California | 1982 – 1991      |
| LVD              | Large Volume Detector                                             | Gran Sasso, Olaszország                                           | Archiválva 2012. március 24-i dátummal a Wayback Machine-ben | INFN                                      |                  |
| MACRO            | Monopole, Astrophysics and Cosmic Ray Observatory                 | Gran Sasso, Olaszország                                           |                                                              | LNGS                                      | 1991 – 2000      |
| NEMO             | Neutrino Ettore Majorana Observatory                              |                                                                   |                                                              |                                           |                  |
| NESTOR           | Neutrino Extended Submarine Telescope with Oceanographic Research | Pülosz, Görögország                                               |                                                              | NOA                                       | 2003 –           |
| NOvA             | NuMI Off-Axis beam to search for electron neutrino appearance     |                                                                   | Archiválva 2007. február 5-i dátummal a Wayback Machine-ben  | FermiLab                                  |                  |
| NUSEX            | Nucleon Stability Experiment                                      | Mont Blanc, Franciaország                                         |                                                              |                                           | 1982 – 1988      |
| RAND             | Radio Array Detection of Neutrinos                                | Déli-sark, Antarktika                                             |                                                              |                                           |                  |
| -                | SOUDAN 2                                                          | Soudan bánya, Minnesota                                           |                                                              |                                           | 1989 – 1993      |

### Technikai adatok
| Technikai adatok | Technikai adatok     | Technikai adatok | Technikai adatok | Technikai adatok | Technikai adatok        | Technikai adatok  |
| Rövidítés        | Érzékenység*         | Detektálási reakciók | Reakció típusa   | Detektoranyag    | Detektor típusa         | kísérleti Eküszöb |
| ---------------- | -------------------- | --- | ---------------- | ---------------- | ----------------------- | ----------------- |
| AMANDA           | ATM, GRB, SN, WIMP   | |                  |                  | jég-Cserenkov           | 0,5 MeV           |
| BAIKAL           | CR                   | |                  |                  | víz-Cserenkov           |                   |
| BAKSAN           | ATM, SN              | |                  |                  | folyékony szcintillátor | 8 MeV             |
| DUMAND           | AGN, SN              | |                  | víz              | víz-Cserenkov           |                   |
| Fréjus           | ATM                  | |                  |                  | vas kaloriméter         |                   |
| IMB              | ATM, SN, CR          | |                  | víz              | víz-Cserenkov           |                   |
| LVD              |                      | anti-ve + p+ → n0 + e+ ve + 12C → 12N + e− anti-ve + 12C →12B + e+ vx e− → vx + e− anti-vx e− → anti-vx + e− vx + 12C → 12C* + vx anti-vx + 12C → 12C* + anti-vx | CC NC            | CnH2n+2          | folyékony szcintillátor | 4 MeV             |
| MACRO            | ATM, SN, ATM         | |                  |                  | folyadékszcintillációs  | 7 MeV             |
| NEMO             |                      | |                  |                  |                         |                   |
| NESTOR           | AC, AGN, ATM, DM, SN | |                  | víz              | Cserenkov               | néhány TeV        |
| NOvA             |                      | |                  | 30 kt            | folyékony szcintillátor |                   |
| NUSEX            | ATM, CR              | |                  |                  |                         |                   |
| RAND             | ATM, GRB             | |                  | jég              | Cserenkov               | 1 TeV             |
| SOUDAN 2         | ATM, AGN, CR         | |                  |                  | vas kaloriméter         |                   |

## Reaktor neutrínóoszcilláció kísérletek

### Általános adatok
| Általános adatok | Általános adatok                                   | Általános adatok        | Általános adatok | Általános adatok | Általános adatok |
| Rövidítés        | A kísérlet neve                                    | A kísérlet helyszíne    | Hivatalos honlap | Együttműködés    | A kísérlet ideje |
| ---------------- | -------------------------------------------------- | ----------------------- | ---------------- | ---------------- | ---------------- |
| Bugey 3          |                                                    | Franciaország           |                  |                  |                  |
| -                | CHOOZ                                              | Ardennek, Franciaország |                  |                  |                  |
| Gosgen           |                                                    | Svájc                   |                  |                  |                  |
| KamLAND          | Kamioka Liquid-scintillator Anti-Neutrino Detector | Japán                   |                  |                  | 2002 -           |
| -                | Krasnoyarsk                                        | Oroszország             |                  |                  |                  |
| -                | Palo Verde                                         | Arizona, USA            |                  |                  |                  |

### Technikai adatok
| Technikai adatok | Technikai adatok | Technikai adatok                                                                                | Technikai adatok | Technikai adatok | Technikai adatok        | Technikai adatok  |
| Név/Rövidítés    | Érzékenység*     | Detektálási reakciók                                                                            | Reakció típusa   | Detektoranyag    | Detektor típusa         | kísérleti Eküszöb |
| ---------------- | ---------------- | ----------------------------------------------------------------------------------------------- | ---------------- | ---------------- | ----------------------- | ----------------- |
| Bugey 3          | R                | {\displaystyle {\bar {\nu }}_{e}+\mathrm {p} ^{+}\rightarrow \mathrm {e} ^{+}+\mathrm {n} ^{o}} | inverz β-bomlás  | 600 l 6Li        | folyékony szcintillátor |                   |
| CHOOZ            | R                | {\displaystyle {\bar {\nu }}_{e}+\mathrm {p} ^{+}\rightarrow \mathrm {e} ^{+}+\mathrm {n} ^{o}} | inverz β-bomlás  | Gd               | folyékony szcintillátor | 1996 -            |
| Gosgen           | R                | {\displaystyle {\bar {\nu }}_{e}+\mathrm {p} ^{+}\rightarrow \mathrm {e} ^{+}+\mathrm {n} ^{o}} | inverz β-bomlás  |                  |                         |                   |
| KamLAND          | R                | {\displaystyle {\bar {\nu }}_{e}+\mathrm {p} ^{+}\rightarrow \mathrm {e} ^{+}+\mathrm {n} ^{o}} | inverz β-bomlás  |                  | folyékony szcintillátor |                   |
| Krasnoyarsk      | R                | {\displaystyle {\bar {\nu }}_{e}+\mathrm {p} ^{+}\rightarrow \mathrm {e} ^{+}+\mathrm {n} ^{o}} | inverz β-bomlás  |                  |                         |                   |
| Palo Verde       | R                |                                                                                                 |                  |                  |                         |                   |

## Neutrínóoszcillációs kísérletek gyorsítóval
A neutrínóoszcillációt – a gyorsítós kísérletek előtt – csak a Napból vagy a légkörből jövő (anti)neutrínókkal tudták vizsgálni a fizikusok. Ez azért nem teljes értékű, mert a forrásnál nem vizsgálható a neutrínófluxus, csak elméleti számításokból következtethetünk az értékére. Emiatt kezdtek bele a fizikusok a gyorsítós kísérletekbe, amelyeknél két ponton mérik a neutrínófluxust, így a két mérési pont közötti útszakaszon már egzaktul tudják figyelni az esetleges oszcillációt.

### Általános adatok
| Általános adatok | Általános adatok                                                          | Általános adatok                 | Általános adatok | Általános adatok   | Általános adatok |
| Rövidítés        | A kísérlet neve                                                           | A kísérlet helyszíne             | Hivatalos honlap | Együttműködés      | A kísérlet ideje |
| ---------------- | ------------------------------------------------------------------------- | -------------------------------- | --- | ------------------ | ---------------- |
| AQUA-RICH        | AQUA-RICH atmospheric neutrino experiment (RICH – ring imaging Cherenkov) | Gran Sasso, Olaszország          | | CERN to Gran Sasso |                  |
| CHORUS           |                                                                           | Genf, svájci-francia határ       | | CERN               |                  |
| COSMOS           | Cosmologically Significant Mass Oscillation Search                        |                                  | |                    |                  |
| ICARUS           | Imaging Cosmic And Rare Underground Signals                               | Gran Sasso, Olaszország          | | CERN to Gran Sasso |                  |
| KARMEN           | Karlsruhe-Rutherford Medium Energy Neutrino Experiment                    | Egyesült Királyság               | |                    |                  |
| LSND             | Liquid Scintillator Neutrino Detector                                     | Los Alamos                       | | LAMPF              |                  |
| MiniBooNE        | Booster Neutrino Experiment                                               | Arizona, USA                     | |                    | 2002 -           |
| MINOS            | Main Injector Neutrino Oscillation Search                                 |                                  | | FermiLab           |                  |
| NOE              | Neutrino Oscillation Experiment                                           | Gran Sasso, Olaszország          | | CERN to Gran Sasso |                  |
| NOMAD            | Neutrino Oscillation Magnetic Detector                                    | Genf, svájci-francia határ       | | CERN               |                  |
| SK               | Super-Kamiokande                                                          | 36°25'32.6"N 137°18'37.1"E Japán | Archiválva 2020. május 22-i dátummal a Wayback Machine-ben Archiválva 2009. szeptember 5-i dátummal a Wayback Machine-ben |                    | 1996 – 2001      |

### Technikai adatok
| Technikai adatok | Technikai adatok     | Technikai adatok | Technikai adatok   | Technikai adatok | Technikai adatok | Technikai adatok  |
| Rövidítés        | Érzékenység*         | Detektálási reakciók | Reakció típusa     | Detektoranyag    | Detektor típusa  | kísérleti Eküszöb |
| ---------------- | -------------------- | --- | ------------------ | ---------------- | ---------------- | ----------------- |
| AQUA-RICH        | AC, ATM              | |                    | 1 Mt H2O         | víz-Cserenkov    |                   |
| CHORUS           | AC                   | {\displaystyle \tau ^{-}\rightarrow \nu _{\tau }+\mu ^{-}+{\bar {\nu }}_{\mu }} {\displaystyle \tau ^{-}\rightarrow \pi ^{-}+n\pi ^{o}+\nu _{\tau }} {\displaystyle \tau ^{-}\rightarrow K^{-}+n\pi ^{o}+\nu _{\tau }} {\displaystyle \tau ^{-}\rightarrow \pi ^{-}+\pi ^{+}+\pi ^{-}+n\pi ^{o}+\nu _{\tau }} {\displaystyle \tau ^{-}\rightarrow K^{-}+K^{+}+K^{-}+n\pi ^{o}+\nu _{\tau }} | tau-lepton bomlása |                  |                  |                   |
| COSMOS           | AC                   | |                    |                  |                  |                   |
| ICARUS           | AC, ATM, GSN, S, SN  | ve + e− → ve + e− | ES                 | folyékony Ar     | Cserenkov        | 5900 keV          |
| KARMEN           | AC                   | ve + 12C → 12N + e− ve + 56Fe → 56Ni + e− | CC                 |                  |                  |                   |
| LSND             | AC                   | |                    |                  |                  |                   |
| MiniBooNE        | AC                   | ve + no → e− + p+ anti-ve + p+ → e+ + no vμ + no → μ− + p+ anti-vμ + p+ → μ+ + no |                    |                  |                  |                   |
| MINOS            | AC                   | |                    |                  |                  |                   |
| NOE              | AC                   | |                    |                  |                  |                   |
| NOMAD            | AC                   | |                    |                  |                  |                   |
| Super Kamiokande | AC, ATM, GSN, RSN, S | ve + e− → ve + e− ve + no → e− + p+ ve + p+ → e+ + no | ES CC              | 440 kt H2O       | víz-Cserenkov    |                   |

## Kísérletek kettős béta-bomlás tanulmányozására

### Általános adatok
| Általános adatok | Általános adatok                                            | Általános adatok     | Általános adatok | Általános adatok          | Általános adatok |
| Rövidítés        | A kísérlet neve                                             | A kísérlet helyszíne | Hivatalos honlap | Együttműködés             | A kísérlet ideje |
| ---------------- | ----------------------------------------------------------- | -------------------- | ---------------- | ------------------------- | ---------------- |
| COBRA            | Cadmium-telluride O-neutrino double Beta Research Apparatus |                      |                  |                           |                  |
| EXO              | Enriched Xenon Observatory                                  |                      |                  |                           |                  |
| -                | Gotthard Underground Laboratory                             |                      |                  |                           |                  |
| -                | Heidelberg-Moscow                                           |                      |                  | német-orosz együttműködés |                  |
| -                | Majorana                                                    |                      |                  |                           |                  |

### Technikai adatok
| Technikai adatok  | Technikai adatok | Technikai adatok                                    | Technikai adatok | Technikai adatok | Technikai adatok | Technikai adatok  |
| Rövidítés         | Érzékenység*     | Detektálási reakciók                                | Reakció típusa   | Detektoranyag    | Detektor típusa  | kísérleti Eküszöb |
| ----------------- | ---------------- | --------------------------------------------------- | ---------------- | ---------------- | ---------------- | ----------------- |
| COBRA             |                  |                                                     |                  |                  |                  |                   |
| EXO               |                  |                                                     |                  | 200 kg 136Xe     |                  |                   |
| Gotthard          |                  | 136Xe → 136Ba + 2e- + 2 anti-ve 136Xe → 136Ba + 2e- | 2β- 2β-          | 136Xe            |                  |                   |
| Heidelberg-Moscow |                  | 76Ge → 76Se + 2e- + 2 anti-ve 76Ge → 76Se + 2e-     | 2β- 2β-          | 76Ge             |                  |                   |
| Majorana          |                  |                                                     |                  |                  |                  |                   |

Jelmagyarázat
Érzékenység származási hely szerint*
- S    	napneutrínók (solar neutrinos)
- lS    	alacsony energiájú napneutrínók (low-energy solar neutrinos)
- R     reaktorból származó neutrínók (reactor neutrino experiment)
- T    	terresztriális neutrínók (terrestrial neutrinos)
- ATM     atmoszferikus neutrínók (atmospheric neutrinos)
- AC     gyorsítási kísérlet során keletkező neutrínó (accelerator experiment)
- CR     kozmikus sugárzásból származó neutrínók (cosmic ray)
- SN     szupernóva-neutrínók (supernova neutrinos)
- lSN    	kis energiájú szupernóva-neutrínók (low-energy supernova neutrinos)
- AGN     aktív galaxismagokból származó neutrínók (Active Galactic Nuclei)
- PUL     pulzárból származó neutrínók (pulsar)
- WIMP    	gyengén kölcsönható nagy tömegű részecskék (Weakly Interacting Massive Particles)

Folyamat típusa
- ES    	(elastic scattering) rugalmas szóródás
- NC    	(neutral current) semleges gyenge áram
- CC    	(charged current) töltött gyenge áram

Intézet
- BNL (Brookhaven National Laboratory – Brookhaveni Nemzeti Laboratórium)
- CERN (Conseil Européen pour la Recherche Nucleaire – nukleáris kutatások európai tanácsa)  Archiválva 2012. december 6-i dátummal a Wayback Machine-ben
- CNGS (CERN Neutrino to Gran Sasso – CERN neutrínókat a Gran Sassonak)
- Fermilab (Fermi National Accelerator Laboratory – Fermi nemzeti gyorsító laboratórium)
- INFN (Istituto Nazionale di Fisica Nucleare – Nemzeti nukleáris fizika intézet)
- LAMPF (Los Alamos Meson Physics Facility – Los Alamos mezonfizika létesítmény)
- LANL (Los Alamos National Laboratory – Los Alamos Nemzeti Laboratórium)
- LBNL (Lawrence Berkeley National Laboratory – Lawrence Berkeley Nemzeti Laboratórium)
- LNGS (Laboratori Nazionali del Gran Sasso – Gran Sasso Nemzeti Laboratórium)  Archiválva 2007. január 22-i dátummal a Wayback Machine-ben
- NUSL (National Underground Science Laboratory – nemzeti tudományos laboratórium a földalatt)